# 根岸村 (神奈川県)
根岸村（ねぎしむら）は、1889年（明治22年）4月1日から1901年（明治34年）4月1日まで存在した神奈川県久良岐郡の村。

## 概要
神奈川県久良岐郡東部の村。現在の神奈川県横浜市中区、磯子区にまたがる。西の端は堀割川である。堀割川を越えた西側は、滝頭である。
東は本牧である。

## 歴史

### 沿革
- 1889年（明治22年）4月1日 - 町村制が施行され、根岸村は単独で村制を実施。
- 1901年（明治34年）4月1日 - 横浜市に編入され、横浜市根岸町となる。同日、根岸村廃止。
- 1927年（昭和2年）10月1日 - 横浜市が区制を施行、市内5区となる[1]。旧村域のうち西の部分の「西根岸町」が磯子区、残部が中区になる。

### 現在の町名
- 磯子区西根岸町だった場所の現在の町名[1][2]（2024年）：すべて磯子区である。上町、下町、坂下町、馬場町、原町、西町、東町、鳳町。

## 交通

### 鉄道路線
当村廃止時点では横浜電気鉄道（のちの横浜市電）および現在の根岸線（山手駅、根岸駅）のいずれも未開業。